# Novo Nordisk

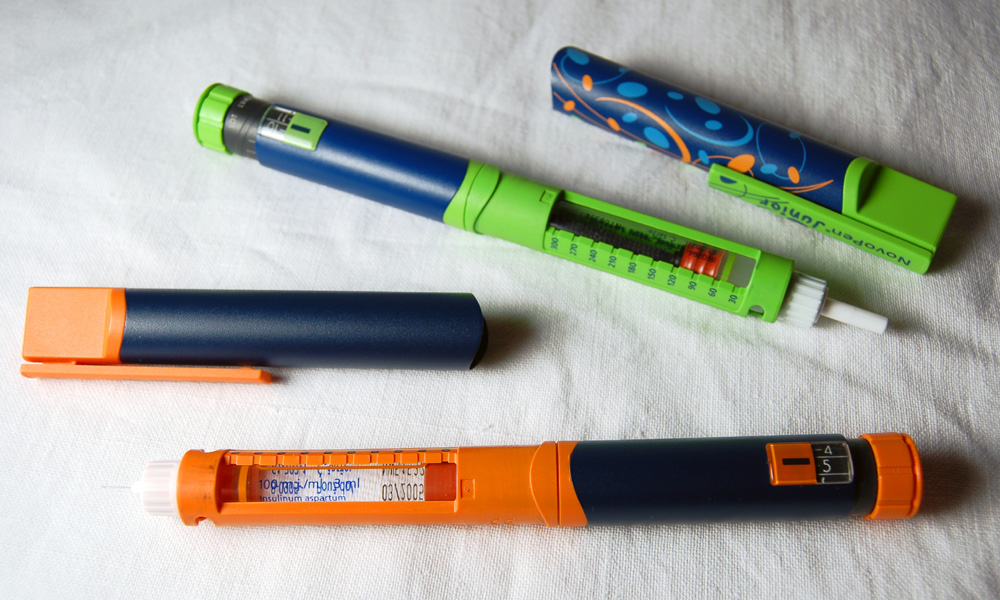
Insulinepen van Novo Nordisk

Novo Nordisk is een producent van farmaceutische producten. Novo Nordisk ontstond in 1989 toen twee Deense farmaceuten, Novo Industri en Nordisk Gentofte, fuseerden. 

## Activiteiten
Novo Nordisk produceert vooral medicijnen en hulpmiddelen op het gebied van diabetesmanagement, hemostasemanagement, groeihormoontherapie en hormoonvervangingstherapie. In 2022 produceerde het bedrijf de helft van alle insuline wereldwijd.
In 2022 realiseerde het bedrijf een omzet van DKK 177 miljard. Hiervan was 80% diabetes gerelateerd, 10% aan obesitas en de overige 10% is omzet voor geneesmiddelen voor andere zeldzame aandoeningen. Vooral de omzet in geneesmiddelen tegen obesitas groeide sterk in de jaren tussen 2018 en 2022. De helft van de omzet werd in 2022 gerealiseerd in Noord-Amerika en een kwart in Europa. Jaarlijks wordt zo'n 13% van de omzet besteed aan R&D.
Het hoofdkantoor van Novo Nordisk is in Denemarken. Novo Nordisk heeft meer dan 55.000 medewerkers in dienst in meer dan 80 landen, en brengt zijn producten op de markt in 179 landen. Er zijn A en B-aandelen, de A-aandelen hebben 200 stemrechten per aandeel en de B-aandelen 20. Alleen de B-aandelen van Novo Nordisk zijn beursgenoteerd en worden verhandeld op de Nasdaq OMX in Denemarken en maken onderdeel uit van de OMX Copenhagen 20 index. ADR's van B-aandelen staan genoteerd aan de New York Stock Exchange.
Het Nederlandse kantoor is gevestigd in Alphen aan den Rijn en heeft 150 medewerkers.
Het bedrijf richt zich vooral op het bestrijden en behandelen van diabetes. In 2002 richtte Novo Nordisk de World Diabetes Foundation op. Ook sponsorde Novo Nordisk de "Unite for Diabetes" campagne van de Internationale Diabetes Federatie.
Novo Nordisk ontwikkelde zowel de hervulbare als de voorgevulde insulinepen. 
Op 20 december 2024 kelderde de koers van het aandeel met 20% omdat CagriSema, een kandidaat-behandeling voor obesitas, slechter scoort dan gehoopt. Het gemiddeld gewichtsverlies was net geen 23% na 68 weken, terwijl het bedrijf op 25% had gerekend. Na dit tegenvallende nieuws daalde de beurswaarde van Novo Nordisk met ruim 80 miljard euro.
In mei 2025 sloot Novo Nordisk een overeenkomst met Septerna. Dit bedrijf gevestigd in San Francisco heeft een aantal veelbelovende medicijnen in ontwikkeling en de twee gaan samenwerken om medicijnen tegen obesitas verder te ontwikkelen. Prioriteit heeft een pil als alternatief voor injecties van het afslankmiddel Wegovy.
Op 29 juli 2025 verloor het bedrijf een kwart van zijn marktwaarde. Het bedrijf kampt met toenemende concurrentie van nagemaakte GLP-1-medicijnen en verwacht daarom een minder hoge groei van de omzet. Verder maakte het bekend dat Maziar Mike Doustdar vanaf 7 augustus de nieuwe bestuursvoorzitter wordt. Hij werkt al sinds 1992 bij Novo Nordisk.

## Chronologie
Enkele jaartallen:
- 1923 Nordisk Insulinelaboratium (later Nordisk Gentofte) opgericht
- 1925 Novo Terapeutisk Laboratorium (later Novo Industri) opgericht
- 1946 Nordisk ontwikkelt isofane insuline, op de markt gebracht als NPH, een middellangwerkende insuline
- 1973 Nordisk Gentofte brengt het groeihormoon Nanormon op de markt voor de behandeling van Groeihormoondeficiëntie
- 1981 Novo is het eerste Scandinavische bedrijf op de New York Stock Exchange
- 1985 Novo brengt de NovoPen op de markt: een hervulbare injectiepen voor insuline
- 1987 Novo begint met de productie van humane insuline met behulp van Recombinant DNA techniek
- 1989 Novo Industri en Nordisk Gentofte fuseren in Novo Nordisk. Het nieuwe Novo Nordisk wordt hiermee een van de grootste insulineproducenten ter wereld
- 1989 Novo Nordisk brengt de NovoLet op de markt. De NovoLet is de eerste voorgevulde insulinepen
- 1999 De Innovo, een insuline doseerder met ingebouwd elektronisch geheugen, wordt op de Europese markt gebracht
- 1999 Novo Nordisk brengt Novorapid (de eerste ultrakortwerkende insuline) op de markt
- 1999 Nodritropin SimpleXx, een vloeibaar groeihormoon in een injectiepen, wordt op de markt gebracht
- 2000 Novo Nordisk wordt opgesplitst in 3 onafhankelijke bedrijven: Novo Nordisk A/S, Novozymes A/S en Novo A/S
- 2001 De InDuo, een gecombineerd glucosemeter en insuline injectie systeem, wordt geïntroduceerd
- 2001 De Novorapid FlexPen en NPH FlexPen worden op de markt gebracht
- 2004 Levemir, een ultralangwerkende insuline, wordt geïntroduceerd
- 2022 Wegovy, helpt bij overgewicht, wordt toegestaan in de Europese Unie en in de Verenigde Staten.
- 2023 Novo Nordisk heeft het middel ocedurenone voor US$ 1,3 miljard overgenomen van KBP Biosciences. Dit medicijn werkt tegen hoge bloeddruk en wordt nog verder getest als middel tegen nierziektes.[5]
- 2025 Topman Lars Fruergaard Jørgensen vertrekt.[6]  Hij was acht jaar bestuursvoorzitter en onder zijn leiding werd Novo Nordisk een wereldleider in GLP-1-medicijnen, met merknamen als Ozempic en Wegovy. Eli Lilly kwam met een concurrerend afslankmiddel, Zepbound, waardoor de marktpositie van Novo Nordisk verslechterde.